# Plutarco (gramático)
Plutarco (em em latim: Plutarchus) foi um gramático bizantino do final do século V, ativo em Atenas durante o reinado do imperador bizantino Zenão (r. 474–491).

## Biografia
Plutarco nasceu em Atenas e era filho de Hiério. Tornou-se um professor renomado na cidade e teve grande influência na educação do período.
Entre os anos de 473 e 476, o gramático Pamprépio tentou superá-lo academicamente enquanto esteve em Atenas.

## Legado
Plutarco é lembrado por sua influência na educação bizantina e por sua posição de destaque entre os gramáticos de Atenas no final do século V. Seu trabalho e sua reputação demonstram a importância da cidade como centro acadêmico durante o Império Bizantino.